# Матасов, Василий Васильевич
Василий Васильевич Матасов (12 июля 1923, Дуплятский, Царицынская губерния — 4 ноября 1996, Дуплятский, Волгоградская область) — младший сержант Рабоче-крестьянской Красной Армии, участник Великой Отечественной войны, Герой Советского Союза (1943).

## Биография

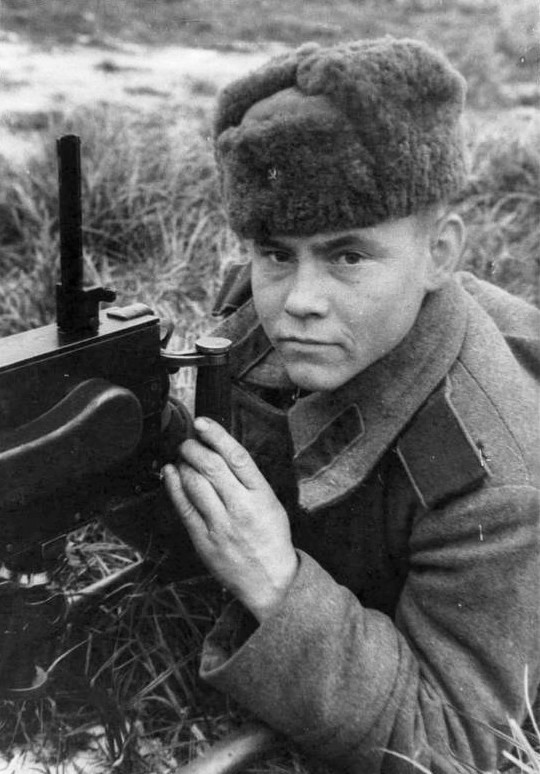
Матасов за пулемётом Максима в 1944 году

Василий Матасов родился 12 июля 1923 года на хуторе Дуплятский (ныне — Новониколаевский район Волгоградской области). После окончания сельской школы работал трактористом в колхозе. В 1942 году Матасов был призван на службу в Рабоче-крестьянскую Красную Армию. С июля того же года — на фронтах Великой Отечественной войны. К октябрю 1943 года младший сержант Василий Матасов командовал отделением 883-го стрелкового полка 193-й стрелковой дивизии 65-й армии Центрального фронта. Отличился во время битвы за Днепр.
15 октября 1943 года отделение Матасова в числе первых переправилось через Днепр в районе села Каменка Репкинского района Черниговской области Украинской ССР и принял активно участие в боях за захват и удержание плацдарма на его западном берегу. Лично уничтожил 2 немецкие огневые точки.
Указом Президиума Верховного Совета СССР от 30 октября 1943 года за «образцовое выполнение боевых заданий командования на фронте борьбы с немецкими захватчиками и проявленные при этом мужество и героизм» младший сержант Василий Матасов был удостоен высокого звания Героя Советского Союза с вручением ордена Ленина и медали «Золотая Звезда» за номером 1653.
После окончания войны Матасов был демобилизован. Вернулся на родину, работал механизатором в колхозе. Скончался 4 ноября 1996 года.
Был также награждён орденами Красного Знамени, Отечественной войны 1-й степени, «Знак Почёта», рядом медалей.